# Brug 11
Brug 11 is een vaste brug in Amsterdam-Centrum. Ze is gelegen in de westelijke kade van de Singel en overspant daarbij de Blauwburgwal. De welfbrug staat via de walkant in direct contact met brug 10, de Lijnbaansbrug, over diezelfde Singel.
Zowel brug 10 als 11 liggen er al eeuwen. Pieter Bast heeft ze allebei ingetekend in zijn plattegrond van de stad uit 1599. Brug 10 over de "Cingel" is als een ophaalbrug getekend, brug 11 over de "Blaeuwe Burchwal" als vaste brug. Ook Balthasar Florisz. van Berckenrode tekende beide bruggen in zijn kaart van 1625.  Daarbij is brug 10 vele malen groter dan brug 11.
De moderne geschiedenis van deze brug begint in 1894. In 1893 was er namelijk een vernieuwing van deze brug aangevraagd in verband met de slechte staat. De gemeenteraad ging daar niet mee akkoord. Er vond toen een hernieuwd onderzoek plaats vanwege de instorting van een brug elders, waarvoor gelijktijdig vernieuwing was aangevraagd, en die ook was afgewezen. De brug 11 werd wel vernieuwd in 1915, toen een aannemer kans zag voor 21.000 gulden een nieuwe brug aan te leggen en dat in een periode van acht maanden. De brug, in de vorm van de oude, werd ontworpen door Wichert Arend de Graaf, ingenieur bij de Dienst der Publieke Werken. Hij ontwierp al een brug met een overspanning van gewapend beton dat aan het zicht is onttrokken door een combinatie van graniet en baksteen. De brug zelf is met vleugels 54 meter lang, terwijl de zichtbare brug (doorvaart) op de waterlijn maar zes meter breed is, daarboven natuurlijk minder vanwege de boog. De brug is enigszins ingesnoerd ten opzichte van de kade.
Sindsdien ligt de brug er ongewijzigd bij al zijn er reparaties van der kademuren zichtbaar.
Aan het noordelijk talud van de brug staat het rijksmonument Singel 108.

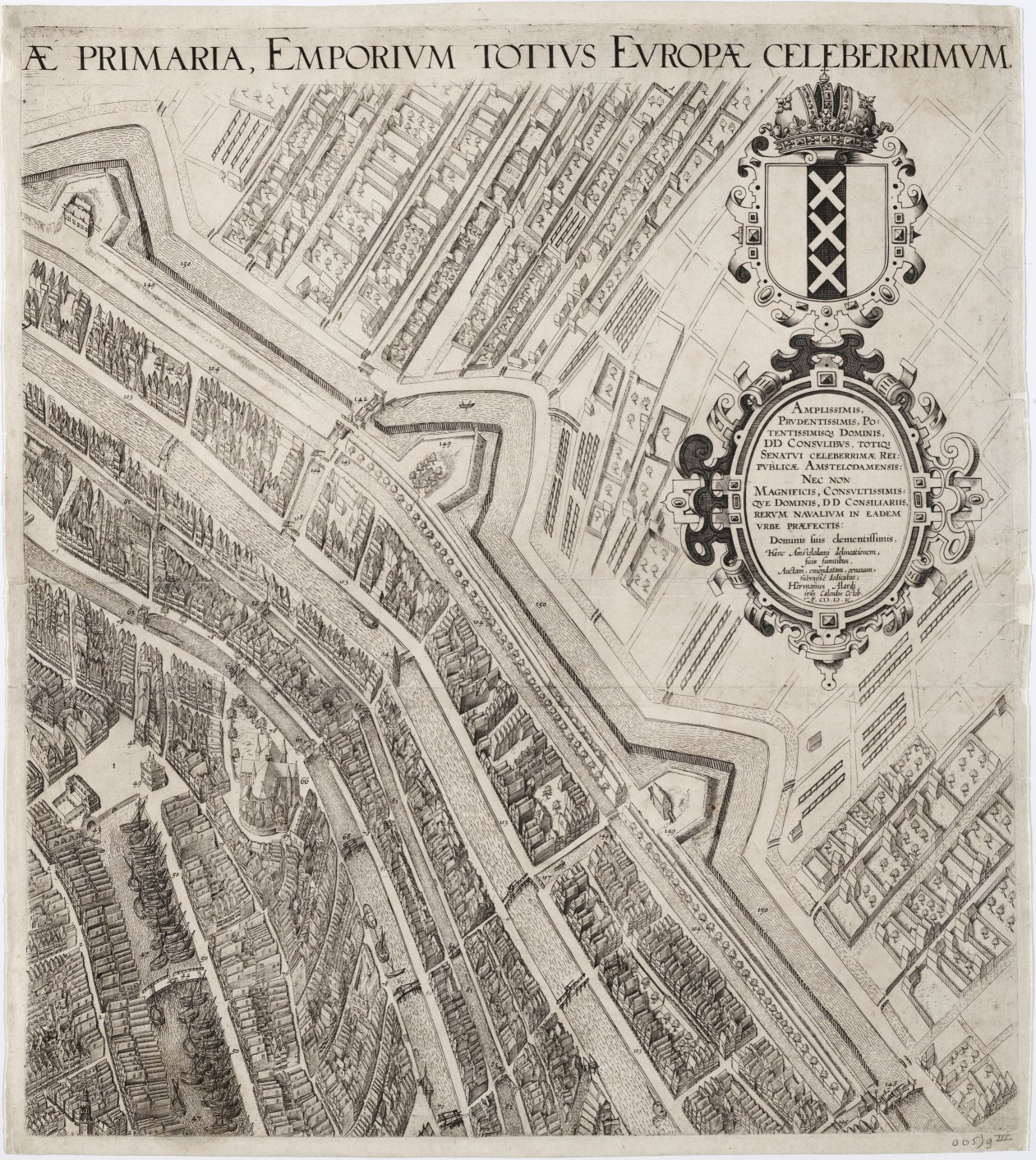
Kaart van Pieter Bast; de brug bij de eerste schans van onderen

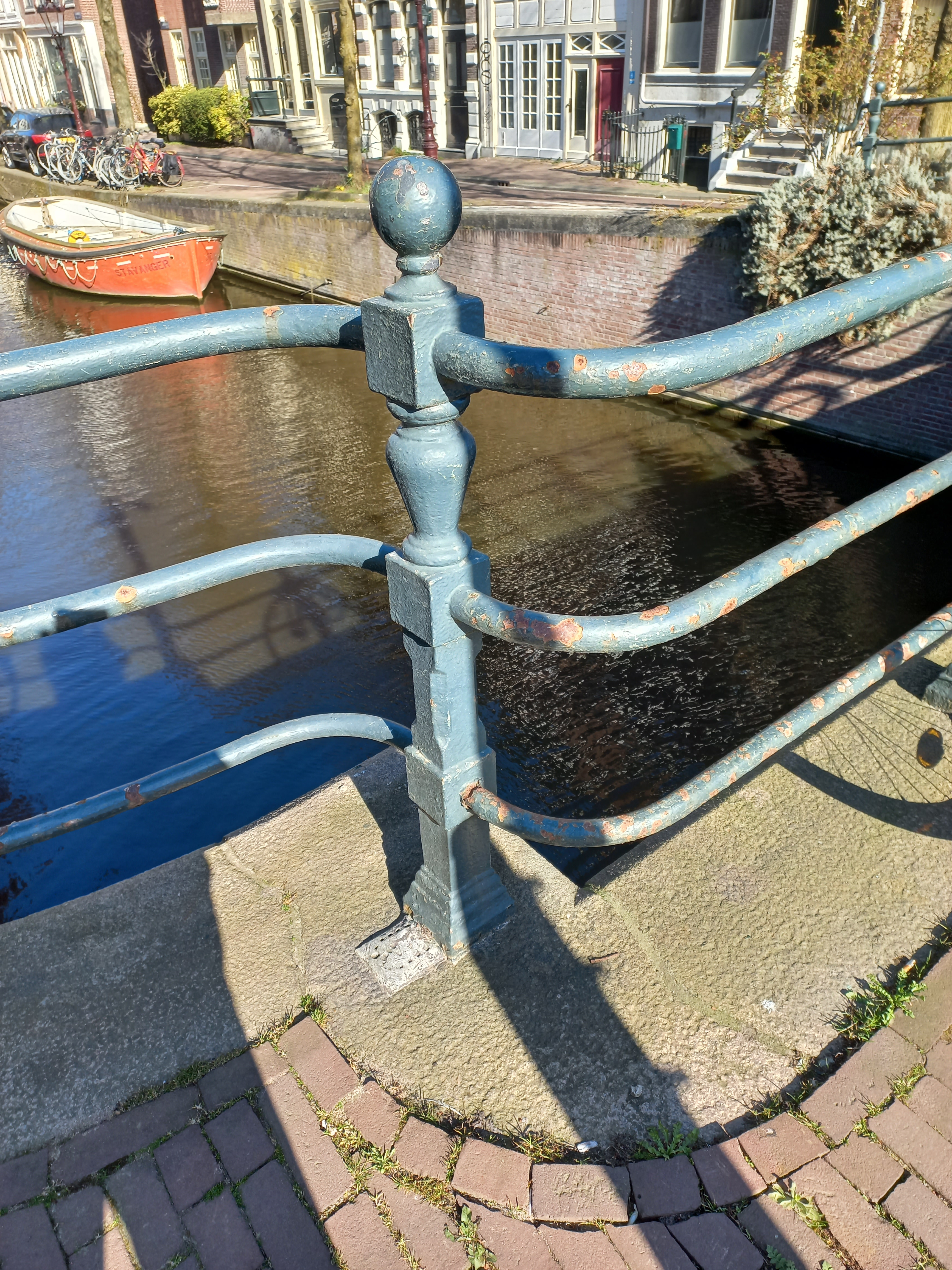
Insnoering brug (maart 2022)

1 · 2 · 3 · 4 · 5 · 6 · 7 · 8 · 9 · 10 · 11 · 12 · 13 · 14 · 15 · 16 · 17 · 18 · 19 · 20 · 21 · 22 · 23 · 24 · 25 · 26 · 27 · 28 · 29 · 30 · 31 · 32 · 34 · 35 · 36 · 37 · 38 · 39 · 40 · 41 · 42 · 43 · 44 · 45 · 46 · 47 · 48 · 49 · 50 · 51 · 52 · 53 · 54 · 55 · 56 · 57 · 58 · 59 · 60 · 61 · 62 · 63 · 64 · 65 · 66 · 67 · 68 · 69 · 70 · 71 · 72 · 73 · 74 · 75 · 76 · 77 · 78 · 79 · 80 · 81 · 82 · 84 · 85 · 86 · 87 · 88 · 89 · 90 · 91 · 92 · 93 · 94 · 95 · 96 · 97 · 98 · 99 · >>>
Brugnummers 33 en 83 zijn niet (meer) vergeven